# Rancho Viejo
Rancho Viejo város az USA Texas államának Cameron megyéjében. Lakosainak száma 2838 fő (2020. április 1.).

## Népesség
A település népességének változása:

| 2010 | 2 437 |
| 2020 | 2 838 |